# Хассани, Илиас
Илиас Хассани (8 ноября 1995, Тулуза, Франция) — французский и алжирский футболист, защитник.

## Клубная карьера
Илиас является воспитанником французской «Тулузы». 11 февраля 2014 года в матче против «Бастии» дебютировал в Лиге 1, выйдя на замену на 50-й минуте вместо Дэни Мори.
16 августа 2016 года подписал контракт с болгарским клубом «Верея». 9 сентября 2016 года в матче против клуба «Монтана» дебютировал в чемпионате Болгарии, выйдя на замену на 75-й минуте вместо Момчила Цветанова. 20 сентября 2016 года в матче против клуба «Левски» Карлово дебютировал в кубке Болгарии.
В 2021 году стал игроком катарского клуба «Аль-Шахания». 16 февраля 2022 года в матче против клуба «Аль-Вакра» дебютировал в кубке Эмира.
30 января 2023 года перешёл в казахстанский клуб «Жетысу».

## Карьера в сборной
15 мая 2013 года дебютировал за сборную Франции до 18 лет в матче со сборной Швейцарии до 18 лет (2:0).
2 сентября 2017 года дебютировал за сборную Алжира в матче со сборной Замбии (1:3).

## Клубная статистика
| Игровая карьера | Игровая карьера | Игровая карьера | Лига | Лига | Кубок | Кубок | Межд. | Межд. | Др. | Др. |
| --------------- | --------------- | --------------- | ---- | ---- | ----- | ----- | ----- | ----- | --- | --- |
| 2013/14         | Тулуза          | А               | 1    | 0    | —     | —     | —     | —     | —   | —   |
| 2015/16         | Бордо           | А               | 1    | 0    | —     | —     | —     | —     | —   | —   |
| 2016/17         | Верея           | А               | 23   | 0    | 3     | 0     | —     | —     | —   | —   |
| 2017/18         | Черно море      | А               | 32   | 1    | 1     | 0     | —     | —     | —   | —   |
| 2018/19         | Черно море      | А               | 14   | 0    | 2     | 0     | —     | —     | —   | —   |
| 2018/19         | Аль-Гарафа      | А               | —    | —    | —     | —     | —     | —     | —   | —   |
| 2018/19         | Аль-Харитият    | А               | 5    | 0    | —     | —     | —     | —     | —   | —   |
| 2019/20         | Арда            | А               | 12   | 1    | 2     | 0     | —     | —     | —   | —   |
| 2020/21         | Берое           | А               | 22   | 0    | 2     | 0     | —     | —     | —   | —   |
| 2021/22         | Аль-Шахания     | Б               | ?    | ?    | 1     | 0     | —     | —     | —   | —   |
| 2023            | Жетысу          | А               | 9    | 0    | 1     | 0     | —     | —     | —   | —   |